# Комітет Південно-Західного фронту

Перепустка співробітниці фінансово-статистичного підвідділу Євдокії Біляшівської. 1916 рік

Комітет Південно-Західного фронту Всеросійського союзу міст допомоги хворим і пораненим воїнам (рос. Комитет Всероссийского союза городов Юго-Западного фронта помощи больным и раненым воинам) — українська допомогова установа Всеросійського союзу міст. Голова Федір Штейнгель (з осені 1915 року, замінив Сергія Урусова), інші діячі: Андрій В'язлов, Микола Біляшівський, Дмитро Дорошенко, Андрій Ніковський, В. В. Уляницький, Федір Матушевський, Володимир Леонтович, Іван Красковський. Друкований орган «Вестник Комитета Всероссийского союза городов Юго-западного фронта», редактор В. В. Уляницький.
Південно-Західний комітет Всеросійського земського союзу, початково — Галицький комітет Всеросійського земського союзу (рос. Юго-западный комитет Всероссийского земского союза) — українська допомогова установа Всеросійського земського союзу, створена 16 січня 1915 року у Львові, з червня 1915 року в Києві. Складалася з Південно-Західного обласного комітету та губернських земських комітетів Київщини, Волині й Поділля. Голова Сергій Шликевич.
Кошти на забезпечення діяльності комітетів надходили з бюджетів органів місцевого самоврядування, завдяки пожертвуванням і спеціальним зборам, проте левова їх частка асигнувалася через головні комітети вищезазначених союзів з державної скарбниці. 
Комітети надавали харчувальну, лікувальну, санітарно-епідемічну допомогу пораненим воякам, біженцям і окопним робітникам. Займалися відновленням інфраструктури прифронтової смуги, створенням кооперативних торговельних закладів для місцевого населення, працевлаштуванням біженців. Вагомий внесок комітетів у розвиток українського шкільництва. У 1916 році в Галичині і Буковині відкрито сотні дитячих захоронок (притулків), народних шкіл з українською мовою навчання. Хоч українська й була тимчасовою уступкою з боку окупаційної російської адміністрації, а в шкільництво активно впроваджувалася російська мова і система організації освіти. Згодом, десятки подібних шкіл відкрито довкола Києва. Матеріально підримували українські гімназії в Тернополі, Чорткові й Чернівцях. Для шкіл Галичини закуплено й передано тисячі українських підручників.